# G.I. Joe (NES-spel)
GI Joe: A Real American Hero är ett NES-spel utvecklat av KID, och utgivet av Taxan 1991. Spelet är baserat på leksaksserien med samma namn. Spelet producerades av Ken Lobb.

## Handling
De sex GI Joe-lagmedlemmarna skall ta sig genom olika banor runtom i världen: Amazonas regnskog, Antarktis, New York,  Black Hills och Saharaöknen. och därefter Cobras högkvarter.

### Fotnoter
1. 1 2  Roberts, Matt. ”G.I. Joe for the NES”. YoJoe.com. http://www.yojoe.com/archive/games/joenes.shtml. Läst 8 juni 2014.